# 大津市立石山中学校
大津市立石山中学校（おおつしりつ いしやまちゅうがっこう）は、滋賀県大津市平津一丁目にある公立中学校。

## 沿革
昭和62年4月、生徒数の増加に伴い、大津市立南郷中学校を分離し、校名を大津市立石山中学校に改名する。石山学区と南郷学区の境目にある平津の住宅街の中に位置する。歴史的建造物である石山寺があり、古い住宅が多く立ち並ぶ石山寺・寺辺エリア、山手にあり集合住宅が密集するニュータウンである大平エリア、新興住宅街となっている平津エリアの3エリアから生徒が通学する。生徒数は300人以下で比較的生徒数の少ない学校である。

## アクセス
・京阪バス「大石小学校」行き乗車 「平津」バス停下車 徒歩2分
・京阪電鉄石山坂本線石山寺駅から車で6分(国道422号線 大津南郷宇治線利用)

## 学校生活
三学期制を採用している。4月には1年生はふるさと体験学習(葛川少年自然の家)、3年生では修学旅行(東海・四国方面)が実施される。6月には2年生の校外学習が行われる。９月には石山中学校を代表するイベントである石山フェスタが行われる。石山フェスタは文化の部とスポーツの部に分かれており、文化の部では合唱コンクールや劇、生徒の美術作品や自由研究が展示される。スポーツの部ではリレーや大縄跳びなどの団体競技を行う。PTAの協力もあり、模擬店での軽食やジュースの販売も行われる。他にも、福祉体験学習や百人一首大会も開催される。部活動は野球(軟式)、ソフトボール、バスケットボール(男・女)、バレーボール(女子)、卓球(男・女)、剣道、吹奏楽、美術、科学がある。卓球や剣道、バスケットボール男子などは大津市や滋賀県の大会でも好成績を残す。

## 学校選択制
大津市の学校選択制により、以下の中学校区から石山中学校へ通うことが可能である。
- 大津市立北大路中学校
- 大津市立南郷中学校
- 大津市立田上中学校
- 大津市立瀬田中学校

## 周辺施設
- 石山寺

- 滋賀大学教育学部

- 滋賀県立大津清陵高等学校

- 大津市立石山幼稚園

- 大津市立石山小学校
- 瀬田川洗堰

## 通学区域
- 大津市立石山小学校[1]

## Go!5!ワーク石山
この中学校では滋賀県内で唯一、生徒が在学中の毎年に職業体験をする中学校である。「Go！5！ワーク石山」と称するこの活動は2000年（平成12年度）から行われ、全校生が5日間連続して就業体験を行う。この体験活動が導入される背景には荒れた学校環境を解決策を考える中で、地域の支援により各生徒の生きる力を育てる狙いがある。1年生では勤労体験、2年生では福祉体験を行い、3年生になると勤労体験または福祉体験のいずれかを選択する仕組みである。通常時の授業でもこの学習を意識した指導が行われ、体験後にも発表会を通じて経験の着実な学習が促されている。勤労・福祉体験の受け入れ先との綿密な関係作りのために教員による事前訪問、体験中の巡回指導などが行われるほか、地域のためにできることとして受け入れ中であることを示すのぼりや新聞折り込みでのチラシの製作も行われる。